# Wereldlepradag
Op Wereldlepradag (World Leprosy Day), de laatste zondag van januari, wordt jaarlijks aandacht gevraagd voor de situatie van leprapatiënten in de gehele wereld. Het initiatief voor wereldlepradag werd in 1954 genomen door Raoul Follereau en overgenomen door de ILEP, de internationale koepel van lepra-organisaties, die op die manier hoopt het publieke bewustzijn met betrekking tot lepra te vergroten.

## Internationaal
Jaarlijks wordt op die dag in inmiddels meer dan 100 landen (2011) aandacht gevraagd en aandacht geschonken aan de oorzaken en de gevolgen van de ziekte lepra. In landen waar lepra heerst gebeurt dat veelal door manifestaties waarin aandacht wordt gevraagd voor de sociale uitsluiting die vaak het gevolg is van deze ziekte. Daarnaast speelt Wereldlepradag een belangrijke rol in het bewustwordingsproces van leprapatiënten zelf, die vaak nog niet weten dat lepra is te genezen en handicaps zijn te voorkomen. Bij deze manifestaties zijn het de leprapatiënten zelf, die aandacht vragen voor hun problemen. Door lepra op deze wijze uit de taboesfeer te halen en bespreekbaar te maken wordt lepra eerder herkend en erkend, kunnen de behandelingen eerder beginnen en worden besmettingen voorkomen. Daarmee is Wereldlepradag een belangrijk instrument geworden in de strijd tegen lepra.

## Nationaal
In Nederland is Wereldlepradag vooral een moment om het probleem lepra, een van de vergeten ziektes (WHO 2006) opnieuw onder de aandacht te brengen. De organisatie Leprazending roept ieder jaar particulieren, kerken en scholen op, om op of rond deze dag aandacht te besteden aan lepra in kerkdiensten, in gebed en in lessituaties. De Leprastichting organiseert op of rondom Wereldlepradag een symposium om extra aandacht te vragen voor leprapatiënten.